# ベアトリス・デ・ポルトゥガル (1504-1538)
ベアトリス・デ・ポルトゥガル（Beatriz de Portugal, 1504年12月31日 リスボン - 1538年1月8日 ニース）は、ポルトガルの女性王族、ポルトガル王女（Infanta de Portugal）。北イタリアのサヴォイア公カルロ3世に嫁いだ。イタリア語名はベアトリーチェ・デル・ポルトガッロ（Beatrice del Portogallo）。自身の権利としてアスティ女伯（在位1531年 - 1538年）でもあった。

## 生涯
ポルトガル王マヌエル1世と、2番目の王妃でスペインのカトリック両王の娘であるマリア・デ・アラゴンの間の第3子・次女。姉のイザベルとともに母王妃の女官エルビラ・デ・メンドーサを養育係（aia）として育てられた。1521年9月29日ヴィルフランシュ＝シュル＝メールにて、18歳年長のサヴォイア公カルロと結婚、サヴォイア公爵夫人となる。嫁ぐ際には最新鋭のポルトガル海軍軍艦サンタ・カタリナ・ド・モンテ・シナイ号でコート・ダジュールへと渡った。
ベアトリスは美しく、才気に溢れ、野心も持ち合わせたプリンセスだった。姉イザベルが1526年に神聖ローマ皇帝・スペイン王カール5世（カルロス）と結婚したことは、彼女とサヴォイア家に大きな利益をもたらした。皇帝は1531年、貴婦人の和約でフランスから奪い取ったアスティ伯領を義妹ベアトリスに封土として与え、彼女とその子孫のサヴォイア家が代々相続することを認めた。
1534年、ベアトリスは皇帝の姪で被保護者であるクリスティーヌ・ド・ダヌマルクが、ミラノ公国元首フランチェスコ2世・スフォルツァに嫁ぐ際、クリスティーヌを世話する役目を引き受けた。翌1535年にクリスティーヌが未亡人となると、ミラノの有力政治家マッシミリアーノ・スタンパ伯爵は、ミラノ公国がハプスブルク家施政下に入るのを防ぐ目的で、クリスティーヌとベアトリスの長子ピエモンテ公ルドヴィーコ（1523年 - 1536年）との縁組を提案した。ベアトリスはこの提案に意欲的で、ルドヴィーコが早世した後も、その下の息子エマヌエーレ・フィリベルトを次の縁組相手に推した。
しかしこの計画は水泡に帰した。1536年4月、第四次イタリア戦争の開始でフランス軍がサヴォイアに侵攻し、ベアトリスはシャンベリの宮廷を去って、2人の子と婚家の家宝トリノの聖骸布を携えてミラノのクリスティーヌの許に避難した。5月、ベアトリスはクリスティーヌと共にパヴィーアに陣を張った皇帝カール5世の許を訪れたが、義兄の皇帝から具体的な政治的利益を引き出すことはできなかった。彼女はそのままクリスティーヌの食客としてミラノに留まり、2人の貴婦人は友情を深めた。
1537年11月、ベアトリスはミラノ総督マリーノ・アスカーニオ・カラッチョーロ枢機卿に伴われてジェノヴァの皇帝本営に赴くが、この時の謁見でも皇帝から政治的利益を引き出せなかった。彼女はそのまま夫のいるニースに戻り、翌1538年1月に最後の子を出産した際、死亡した。

## 子女
夫との間に8子をもうけたが、成人したのは男子1人だけである。
- エマヌエーレ・フィリベルト・アドリアーノ（1522年 - 1523年）
- ルドヴィーコ（1523年 - 1536年）
- エマヌエーレ・フィリベルト（1528年 - 1580年） - サヴォイア公
- カテリーナ（1529年 - 1536年）
- マリーア（1530年 - 1531年）
- イザベッラ（1532年 - 1533年）
- ジャンマリーア（1537年 - 1538年）

息子エマヌエーレ・フィリベルトは、子供のいないエンリケ1世の後継候補としてアヴィシュ朝断絶後のポルトガル王位継承に意欲を見せたが、スペイン王フェリペ2世（イザベラとカール5世の子）に敗れた。

## 引用・脚注
1. 1 2  Cartwright Ady 1913, p. 87.
2. 1 2  Cartwright Ady 1913.
3. ↑  Cartwright Ady 1913, pp. 117–118.
4. ↑  Cartwright Ady 1913, pp. 116–117.
5. ↑  Cartwright Ady 1913, p. 119.